# Gobierno de California
El gobierno de California es la estructura gubernamental del estado estadounidense de California establecido conforme a la Constitución de California. California utiliza el sistema de separación de poderes para estructurar su gobierno. Se compone de tres poderes: el ejecutivo, integrado por el Gobernador de California y los demás funcionarios y cargos elegidos y designados constitucionalmente; el legislativo, que consta de la Legislatura del Estado de California, que incluye la Asamblea y el Senado; y el judicial, que consta de la Corte Suprema de California y tribunales inferiores. También existe el gobierno local, que consta de condados, ciudades, distritos especiales y distritos escolares, así como entidades y oficinas gubernamentales que operan de manera independiente sobre una base constitucional, derecho estatutario o de derecho anglosajón. El Estado también permite la participación directa del electorado por iniciativa legislativa popular, referendo, revocatorio del mandato y ratificación.

## Poder ejecutivo
Los funcionarios ejecutivos electos de California son:
- Gavin Newsom (D) 

Gobernador
- Eleni Kounalakis (D) 

 Vicegobernadora
- Shirley Weber (D) 

 Secretaria del Estado
- Fiona Ma (D) 

 Tesorera del Estado
- Betty Yee (D) 

 Regulador Estatal
- Tony Thurmond (D) 

 Superintendente Estatal de Instrucción Pública

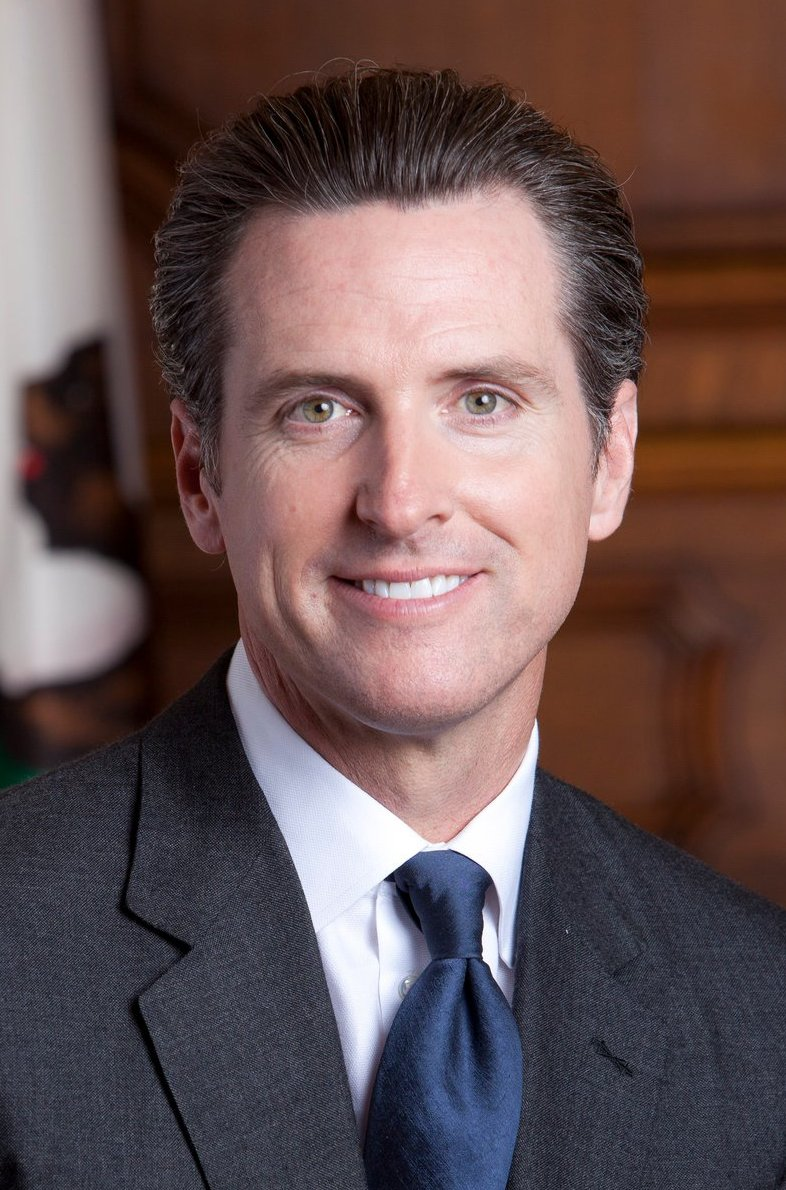
Gavin Newsom (D) Gobernador
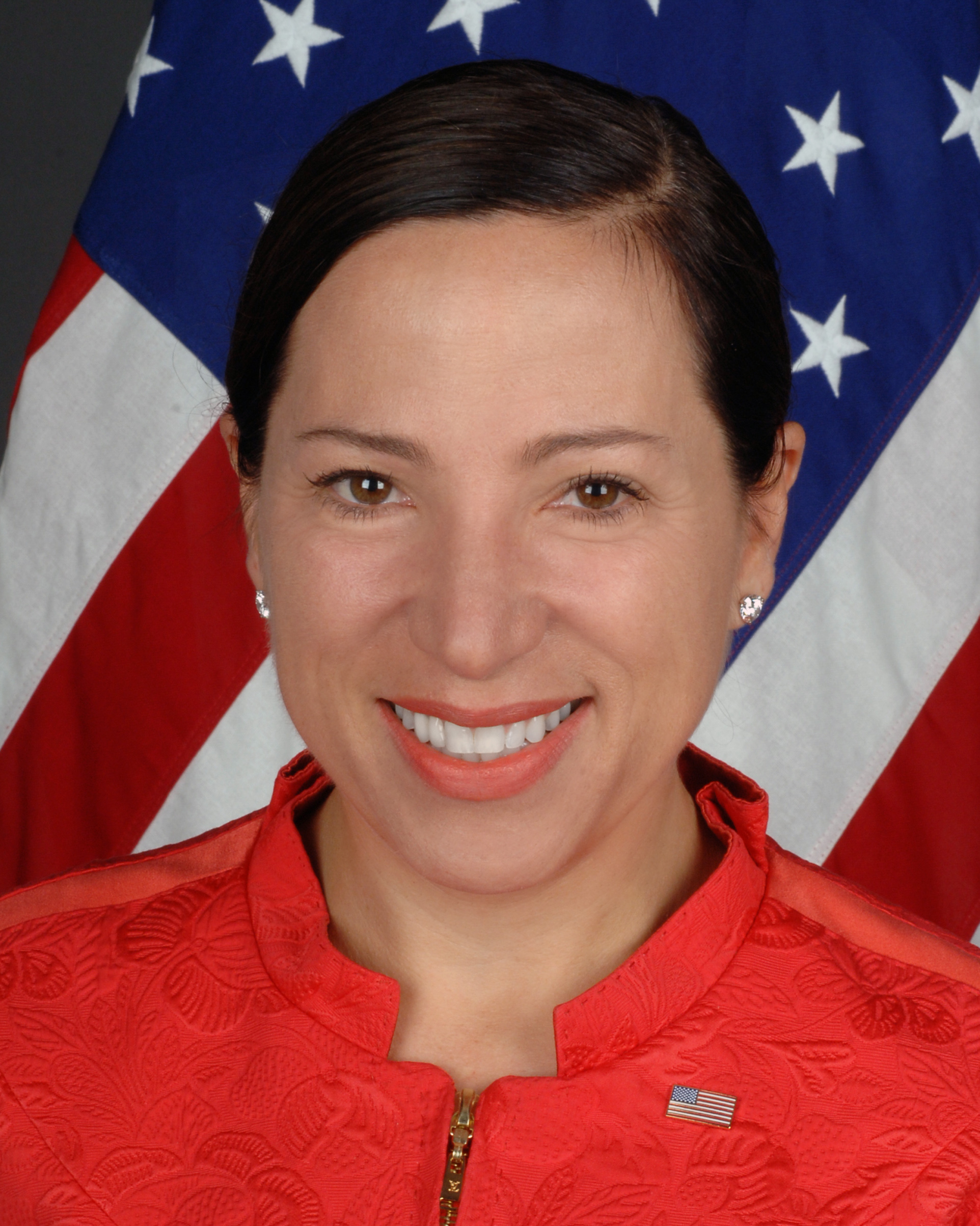
Eleni Kounalakis (D) Vicegobernadora
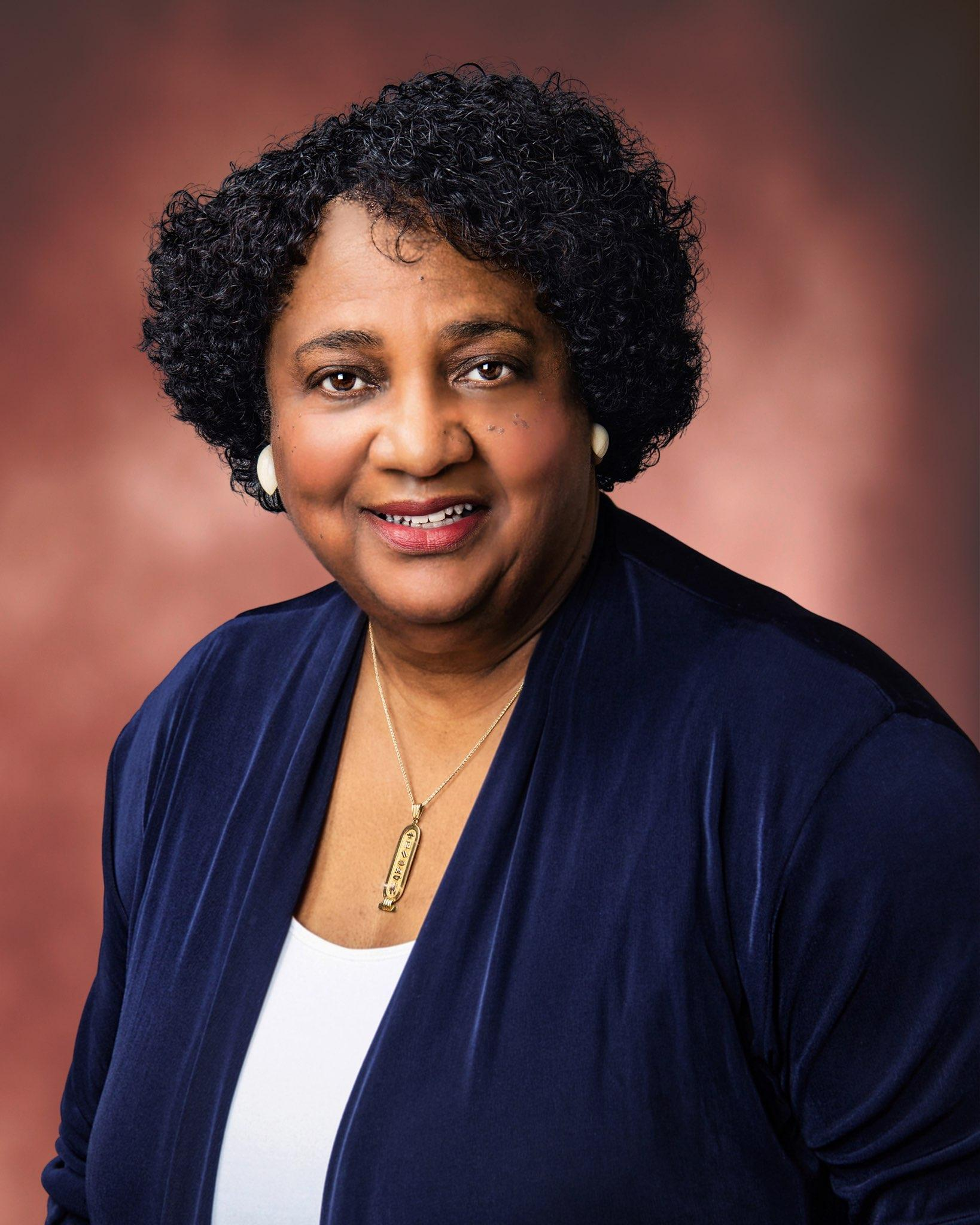
Shirley Weber (D) Secretaria del Estado
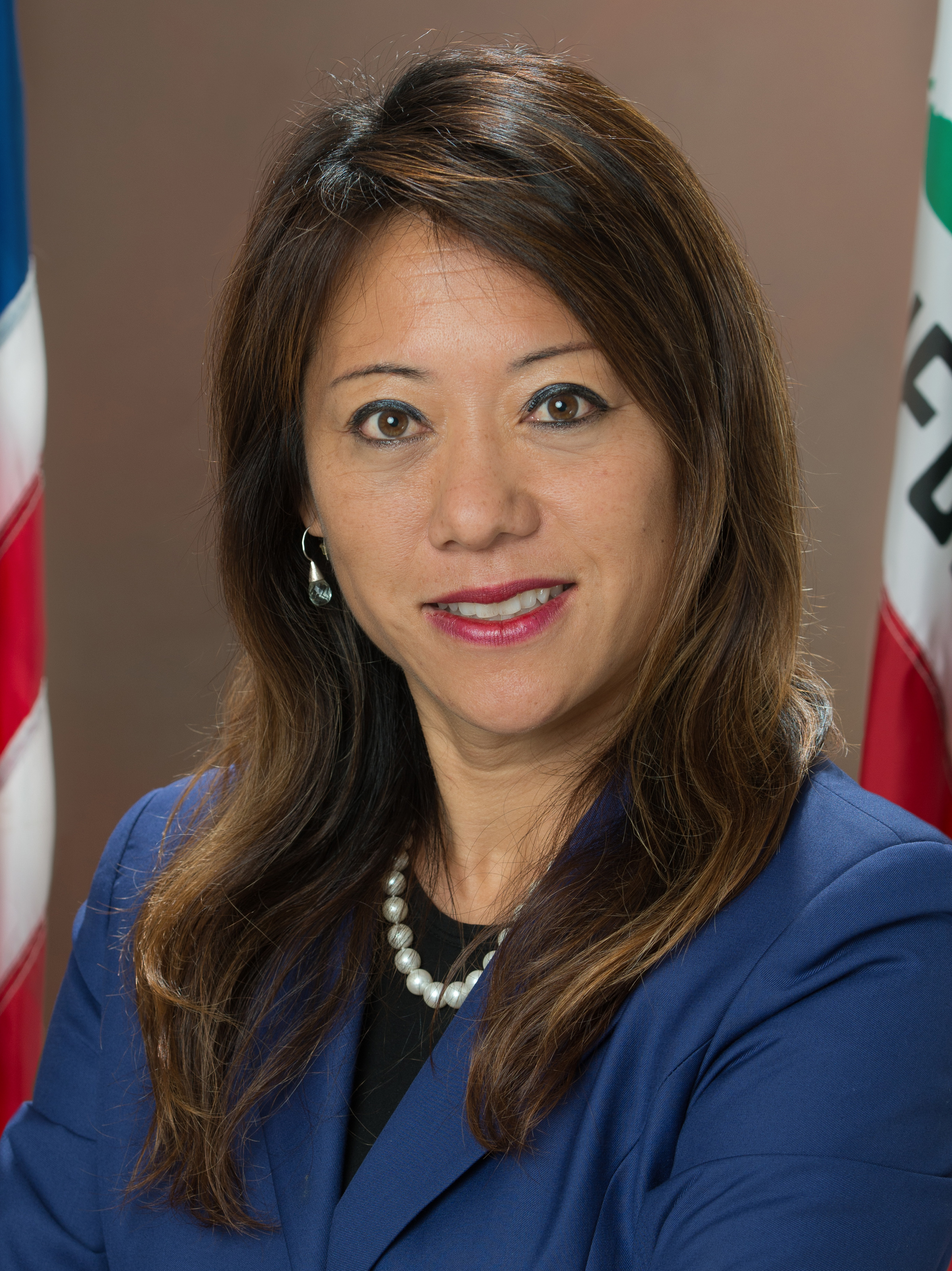
Fiona Ma (D) Tesorera del Estado
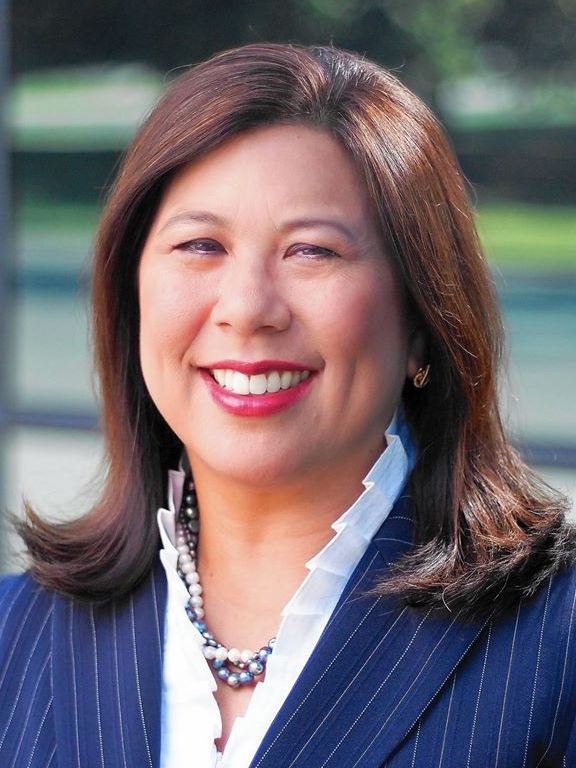
Betty Yee (D) Regulador Estatal
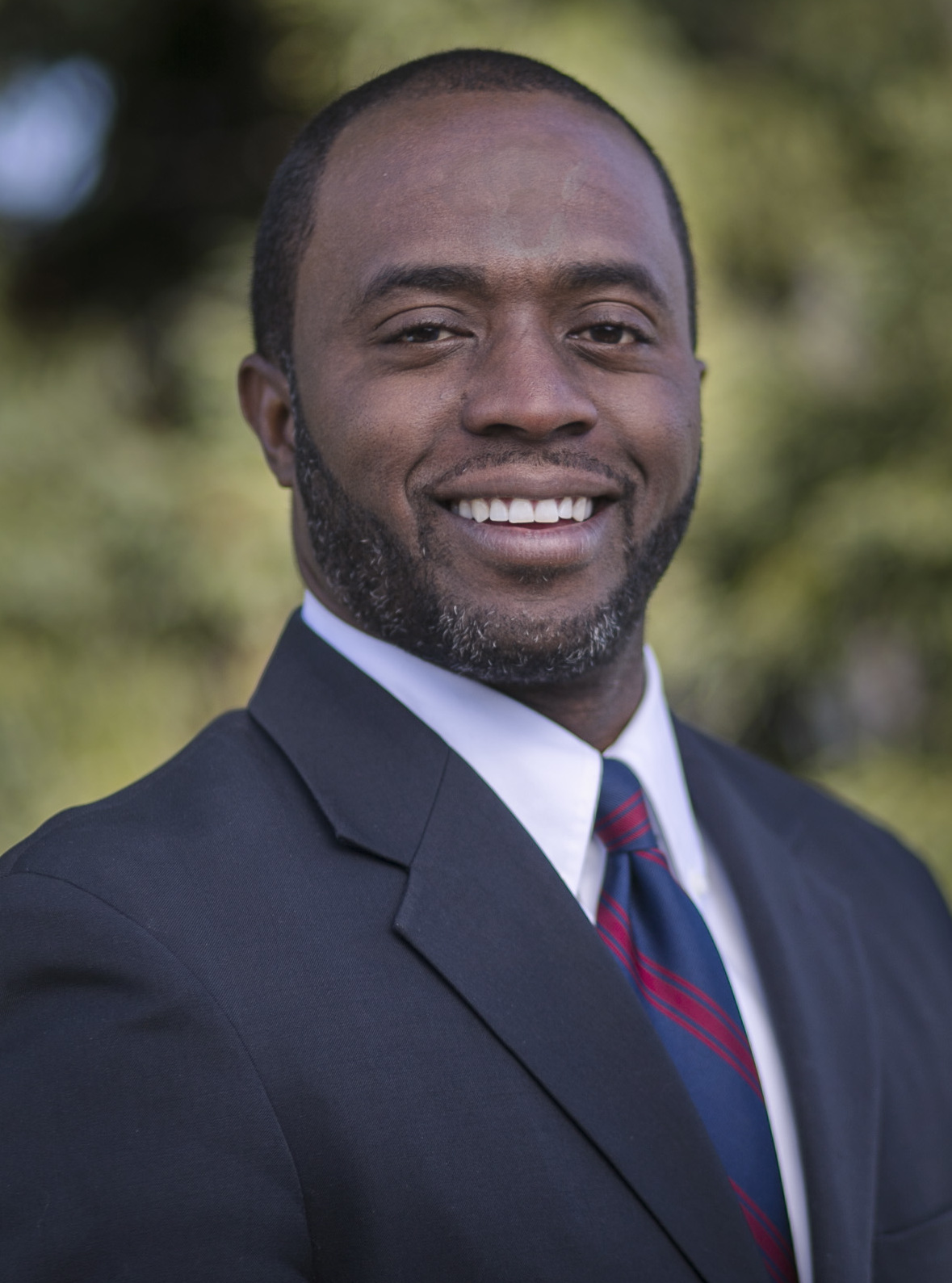
Tony Thurmond (D) Superintendente Estatal de Instrucción Pública
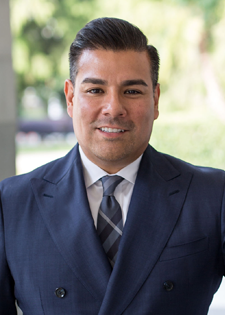
Ricardo Lara (D)

 Comisionado de Seguros

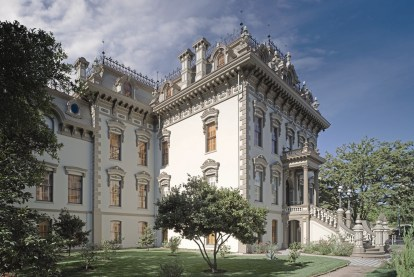
La Mansión Leland Stanford es el centro de recepción oficial del gobierno de California y uno de los lugares de trabajo del Gobernador de California.

Todos los cargos se eligen por separado para períodos concurrentes de cuatro años, y cada funcionario puede ser elegido para el mismo cargo un máximo de dos veces. El Gobernador tiene los poderes y responsabilidades para: firmar o vetar las leyes aprobadas por la Legislatura, incluido el veto de una partida; nombrar jueces, sujeto a ratificación por circunscripción electoral; proponer el presupuesto estatal; dar la dirección anual del Estado del Estado; comandar la milicia estatal; y conceder indultos por cualquier delito, salvo en los casos de proceso de destitución por la Asamblea Legislativa. El vicegobernador es el presidente del Senado de California y actúa como gobernador cuando el gobernador no puede desempeñar el cargo, incluso cuando el gobernador abandona el estado. El Gobernador y el Vicegobernador también se desempeñan como miembros ex officio de la Junta de Regentes de la Universidad de California y de la Junta de Síndicos de la Universidad Estatal de California. La actividad reglamentaria se publica en el Registro de avisos reglamentarios de California y las normas y reglamentaciones generales y permanentes están codificadas en el Código de reglamentaciones de California.

### Agencias del Estado

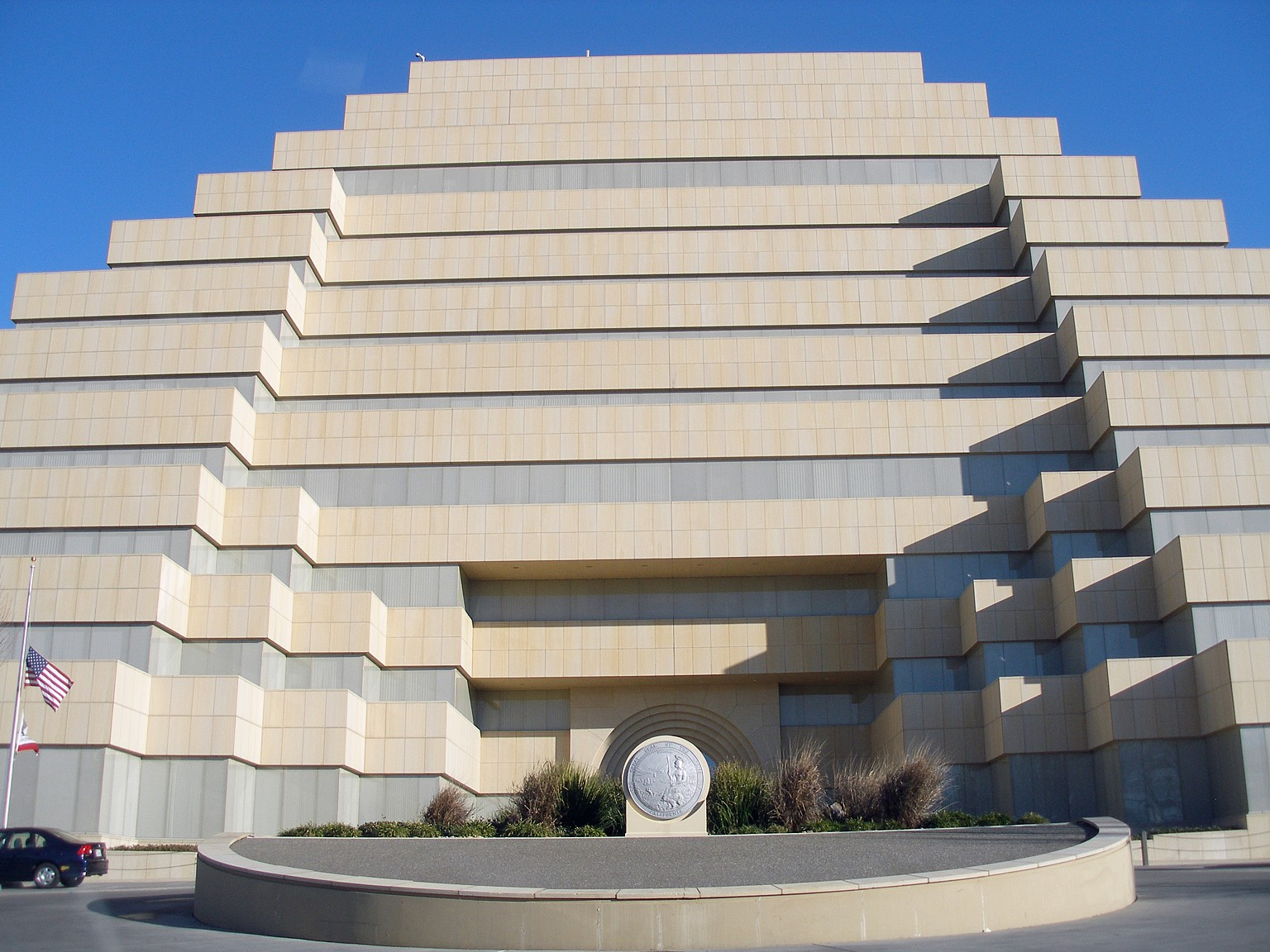
Departamento de Servicios Generales de California.

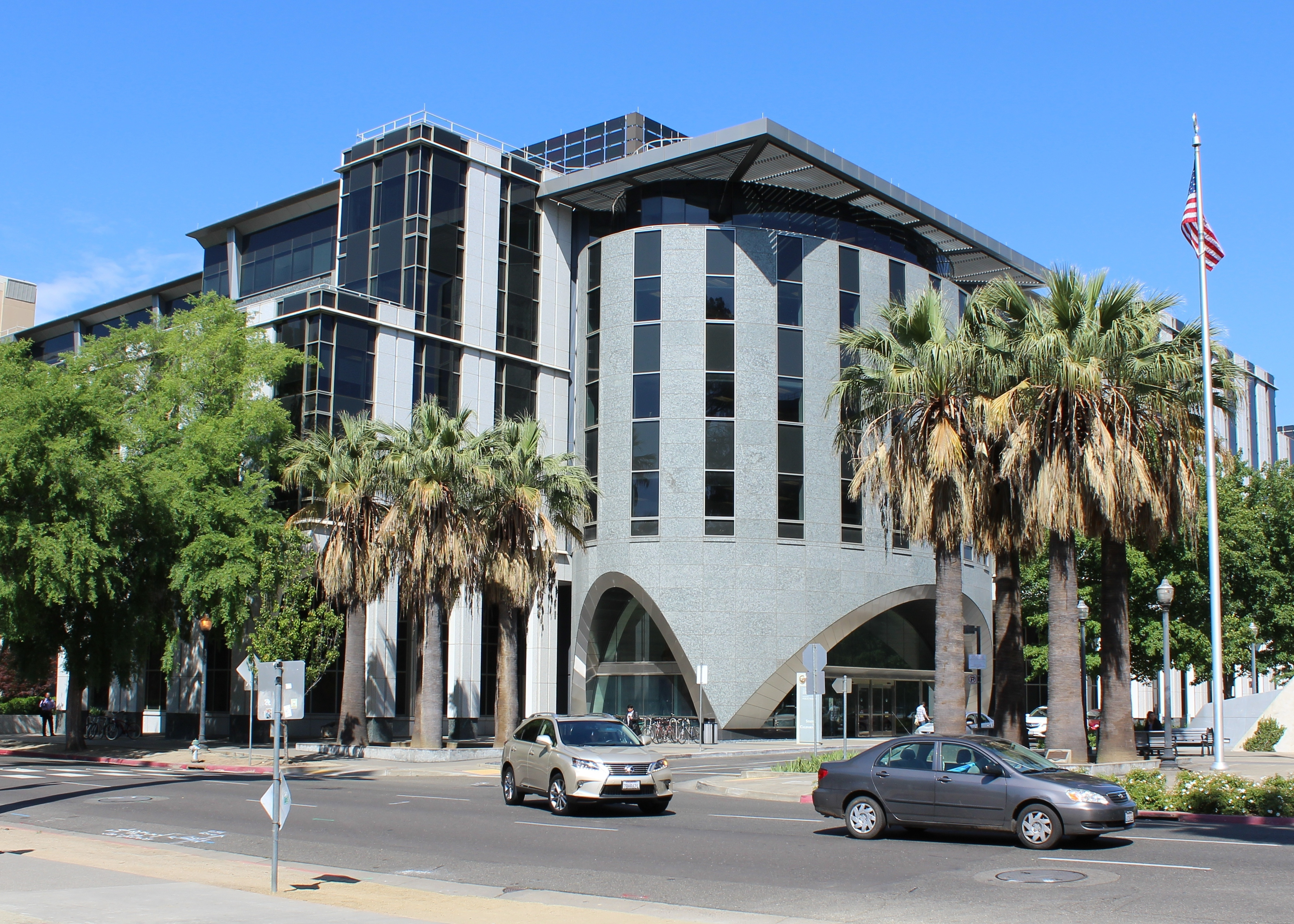
Departamento de Servicios de Atención Médica de California.

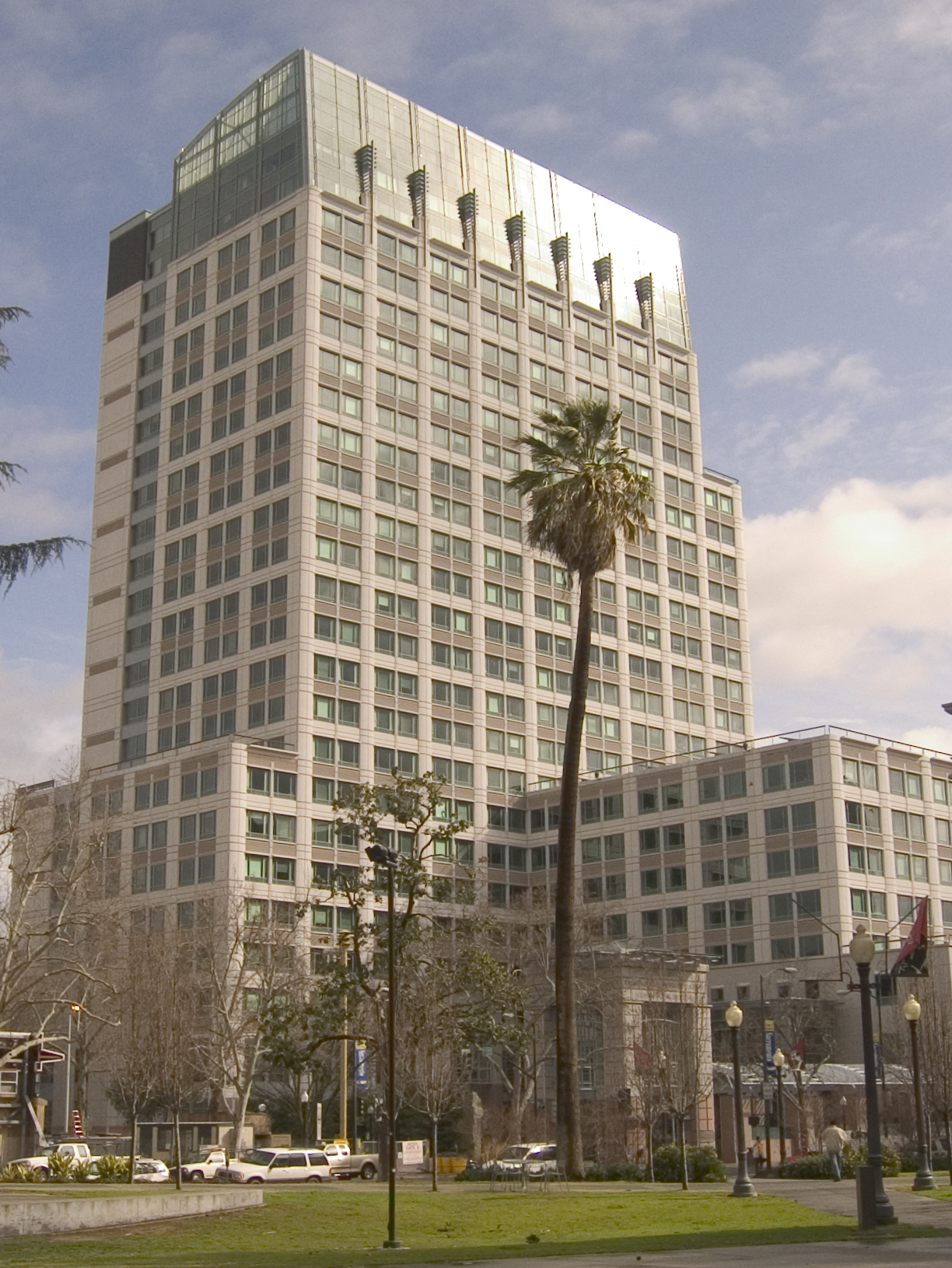
Agencia de Protección Ambiental de California.

El gobierno estatal está organizado en muchos departamentos, la mayoría de los cuales se han agrupado en varias agencias enormes a nivel de gabinete desde el periodo de la administración del gobernador Pat Brown. Estas agencias a veces se denominan informalmente superagencias, especialmente por funcionarios gubernamentales, para distinguirlas del uso general del término "agencia gubernamental". Cuando Brown asumió el cargo, quedó consternado al descubrir que, según la ley de California, aproximadamente 360 juntas, comisiones y agencias reportan directamente al gobernador, y por ende, propuso su plan de "superagencia" en febrero de 1961 para imponer orden. Brown nombró a los secretarios de las primeras cuatro superagencias (de las ocho planeadas en aquel entonces) en septiembre de 1961. Hoy en día, las agencias a nivel de gabinete (superagencias) son:
- Agencia de Negocios, Servicios al Consumidor y de Vivienda de California (BCSH)
- Agencia de Operaciones del Gobierno de California (CalGovOps)
- Agencia de Protección Ambiental de California (Cal/EPA)
- Agencia de Salud y Servicios Humanos de California (CHHS)
- Agencia de Desarrollo Laboral y de la Fuerza Laboral de California (LWDA)
- Agencia de Recursos Naturales de California (CNRA)
- Agencia de Transporte del Estado de California (CalSTA)

Los funcionarios elegidos de forma independiente dirigen departamentos separados que no están agrupados dentro de las superagencias, y hay otros departamentos a nivel de gabinete:
- Departamento de Correcciones y Rehabilitación (CDCR)
- Departamento de Educación (CDE)
- Departamento de Hacienda (DOF)
- Departamento de Alimentación y Agricultura (CDFA)
- Departamento de Seguros (CDI)
- Departamento de Justicia (DOJ)
- Departamento de las Fuerzas Armadas

### Entidades independientes
Existen varias entidades y oficinas del gobierno estatal que se supone que deberían ser independientes del control directo de los poderes ejecutivo, legislativo y judicial del gobierno estatal, así como de cualquier gobierno local.[cita requerida] La mayoría (pero no todos) de los líderes de estas entidades normalmente son designados por el Gobernador y confirmados por el Senado estatal. A pesar de su independencia, el Gobernador puede ejercer influencia sobre ellos a lo largo del tiempo en espera a que los líderes en función lleguen al final de sus mandatos y nombrando a nuevos que apoyen la agenda actual del Gobernador.
Ejemplos incluyen:
- Regentes de la Universidad de California
- Consejo directivo de la Universidad Estatal de California
- Junta de Gobernadores de los Colegios Comunitarios de California
- Comisión de Servicios Públicos de California
- Auditor del Estado de California
- Comisión de Prácticas Políticas Justas

## Poder Legislativo

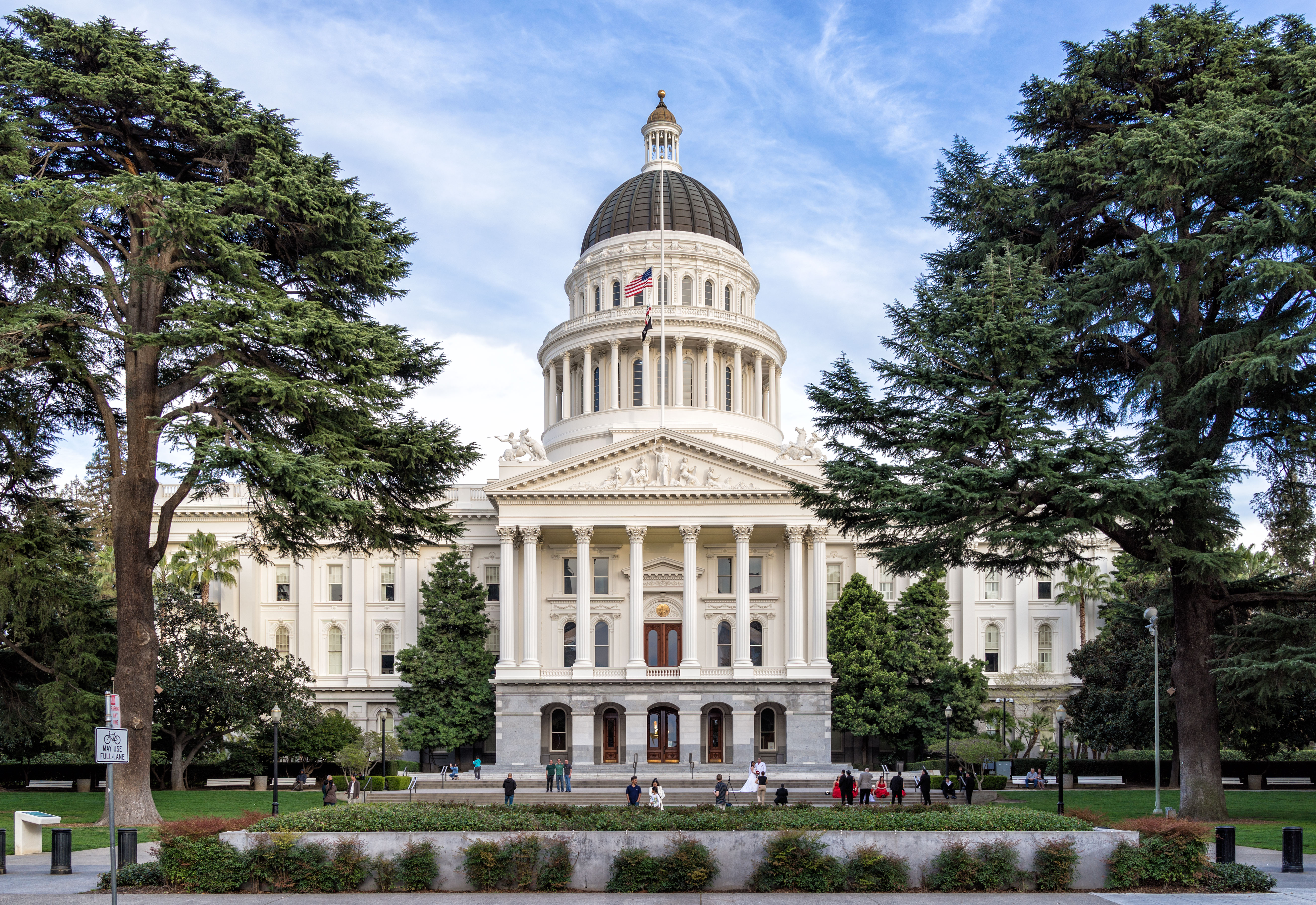
El Capitolio del Estado de California alberga la Asamblea Estatal de California y el Senado Estatal de California, las dos cámaras de la Legislatura del Estado de California.

La Legislatura del Estado de California es el poder legislativo del estado. Es un organismo bicameral formado por la Asamblea del Estado de California, la cámara baja con 80 miembros, y el Senado del Estado de California, la cámara alta con 40 miembros. Los miembros de la Asamblea sirven términos de dos años; los miembros del Senado sirven términos de cuatro años, con la mitad de los escaños disponibles para elección en ciclos electorales alternos (de dos años).
El Presidente de la Asamblea del Estado de California preside la Asamblea del Estado. El vicegobernador es el presidente ex officio del Senado y puede anular un voto empatado, y el presidente pro tempore del Senado del estado de California es elegido por reunión electoral del partido mayoritario.
La Legislatura se reúne en el Capitolio del Estado de California en Sacramento. Sus session laws se publican en los Estatutos de California y se codifican en los 29 Códigos de California .

## Poder Judicial
El Poder Judicial de California interpreta y aplica la ley, tal y como lo establece la Constitución, la ley y los reglamentos. El poder judicial tiene una estructura jerárquica con la Corte Suprema en la cúspide. Los Tribunales Superiores son los tribunales de primera instancia y los Tribunales de Apelación son los tribunales de apelación principales.
El Consejo Judicial es el brazo normativo del poder judicial.
La Corte Suprema de California está compuesta por el Presidente del Tribunal Supremo de California y seis jueces asociados. El Tribunal tiene jurisdicción original en una variedad de casos, incluidos los procedimientos de habeas corpus, y tiene autoridad discrecional para revisar todas las decisiones de los Tribunales de Apelación de California, así como la responsabilidad de revisión obligatoria de los casos en los que se ha impuesto la pena de muerte. Los Tribunales de Apelación son los tribunales intermedios de apelación. El estado está dividido geográficamente en seis distritos de apelación. En particular, todas las decisiones de apelación de California publicadas son vinculantes para todos los tribunales superiores, independientemente del distrito de apelación.
Los tribunales superiores de California son los tribunales de jurisdicción general que escuchan y deciden cualquier acción civil o penal que no esté especialmente designada para ser escuchada ante algún otro tribunal o agencia gubernamental. Según lo dispuesto por la Constitución, cada uno de los 58 condados tiene un tribunal superior. Las cortes superiores también tienen divisiones de apelación (jueces de la corte superior que actúan como jueces de apelación) que escuchan apelaciones de decisiones de otros jueces de la corte superior (o comisionados, o jueces pro tem) en casos previamente vistos por cortes inferiores, tales como infracciones, delitos menores y acciones "civiles limitadas" (acciones donde el monto en controversia es inferior a $25,000).

## Democracia directa
El estado permite la participación directa del electorado por iniciativa legislativa popular, referendo y revocatoria del mandato.

## Evaluaciones de vigilancia
En una revisión de 2015 realizada por la organización sin fines de lucro The Center for Public Integrity sobre la eficacia con la que los estados promueven la transparencia y los procedimientos para reducir la corrupción, California recibió una C−, la segunda calificación más alta del país. Ocupó un lugar particularmente bajo en las áreas relacionadas con la libertad de información y la transparencia judicial.
En 2005, el Proyecto de Desempeño Gubernamental Pew Research Center otorgó a California una calificación C−, empatando en el último puesto junto con Alabama. Para 2008, cuando se emitió el último informe, California tenía una C, lo que la ubicaba casi al final de los estados. Al discutir los resultados, el informe señaló que se sabe que el sistema de personal es disfuncional y que el Proyecto de Modernización de Recursos Humanos estaba en marcha para abordar el problema.

## Gobierno local
California está dividida en condados que son subdivisiones legales del estado. Hay 58 condados, 482 ciudades en California, alrededor de 1102 distritos escolares, y alrededor de 3400 distritos especiales. Los condados y las ciudades incorporadas pueden promulgar ordenanzas locales, que generalmente están codificadas en códigos de condado o de la ciudad, respectivamente. Suelen ser considerados delitos menores a menos que se especifique lo contrario y se consideren infracciones. Los distritos escolares, que son independientes de las ciudades y los condados, manejan la educación pública. Los distritos especiales brindan programas públicos específicos e instalaciones públicas a los electores y se definen como "agencias del estado para el desempeño local de funciones gubernamentales o de propiedad dentro de límites limitados".

City halls in California
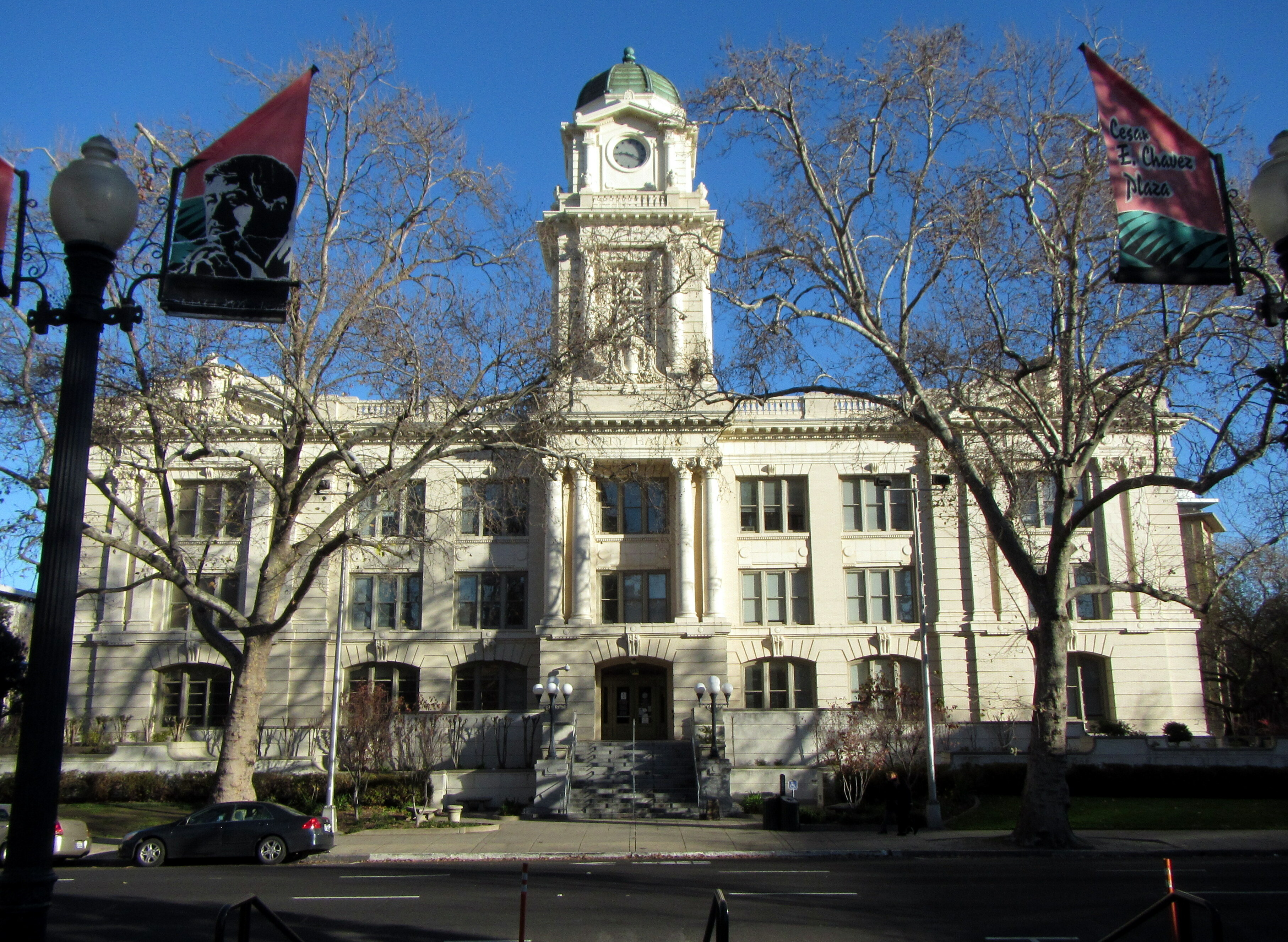
Ayuntamiento de Sacramento
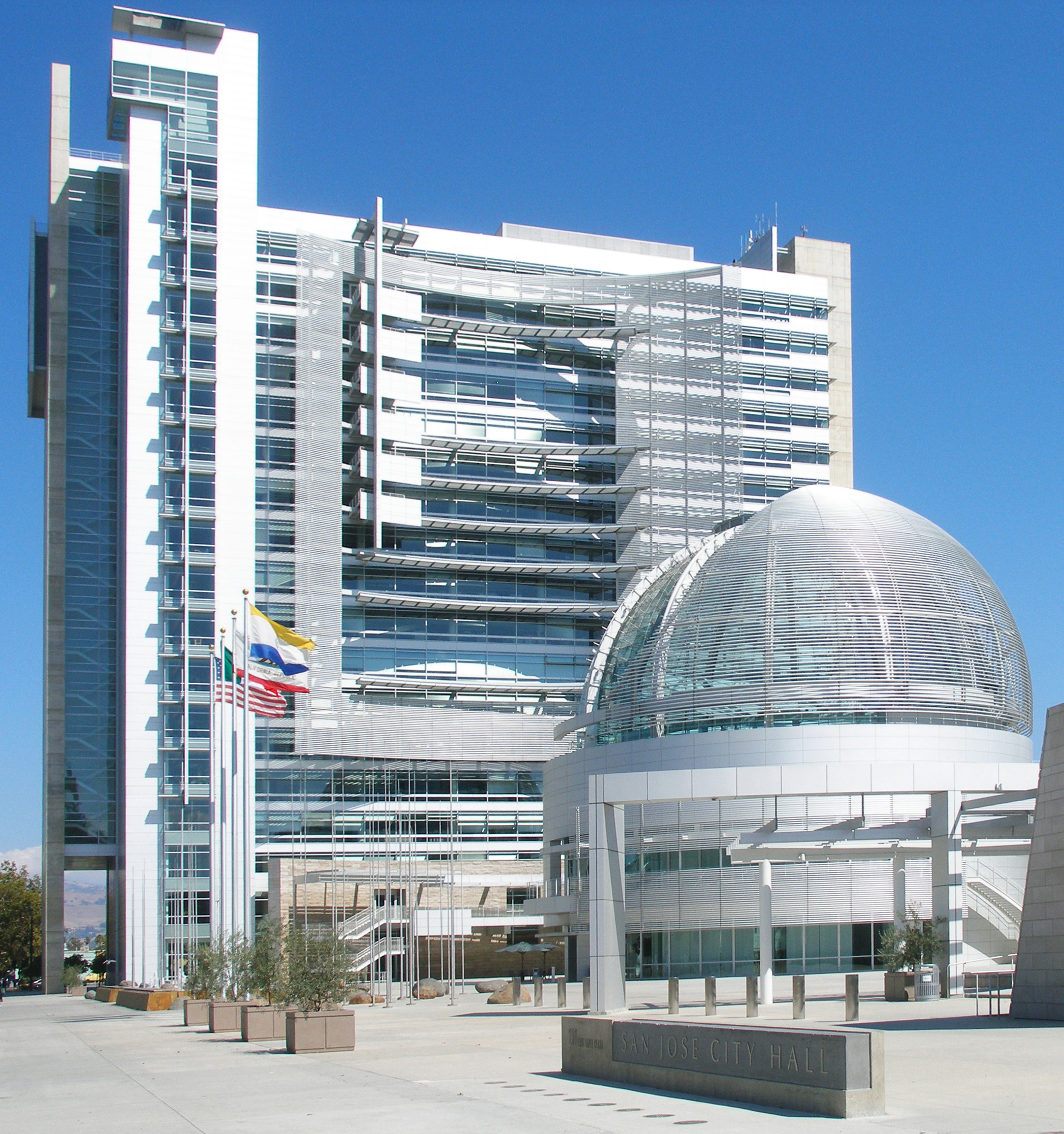
Ayuntamiento de San José
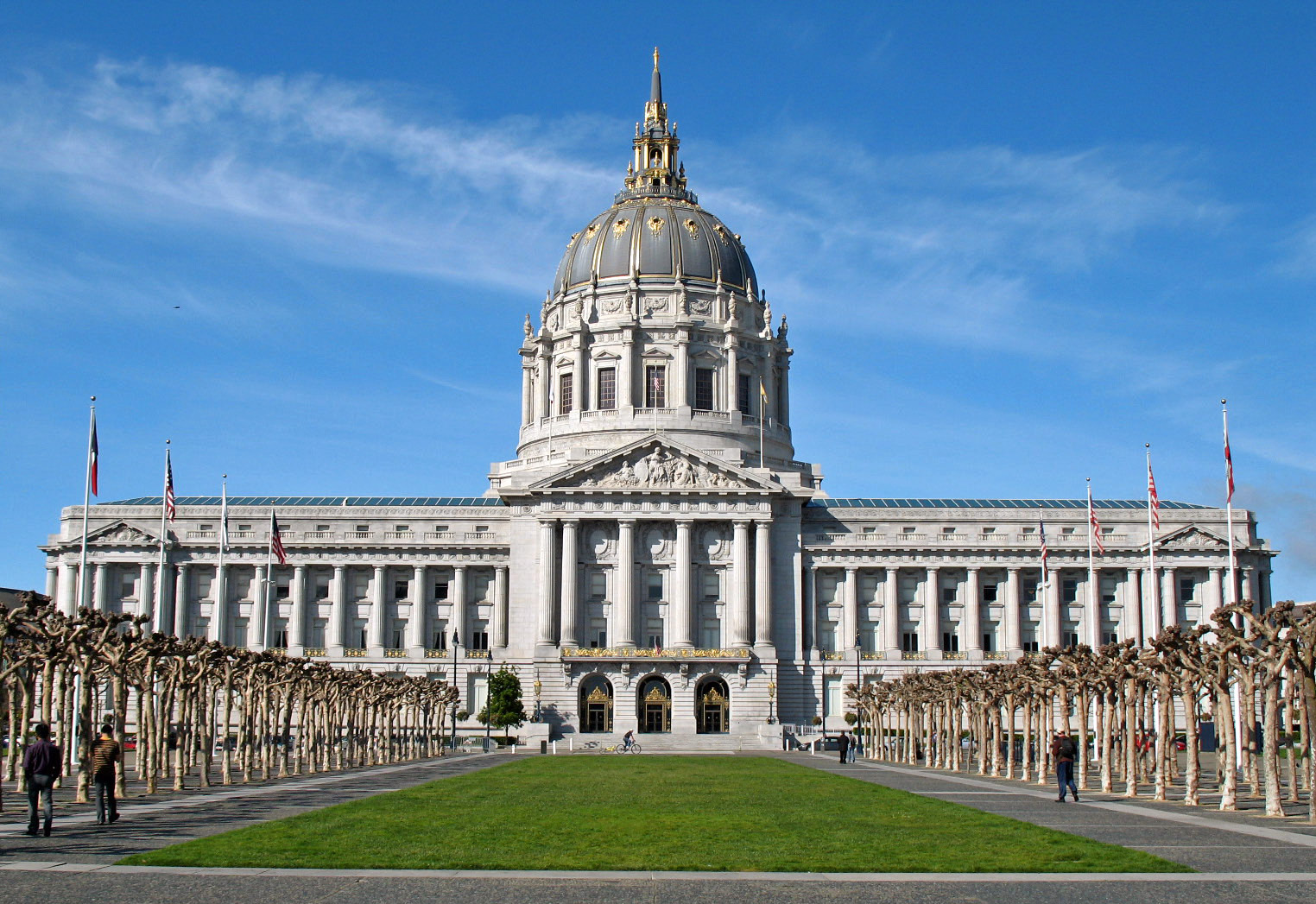
Ayuntamiento de San Francisco
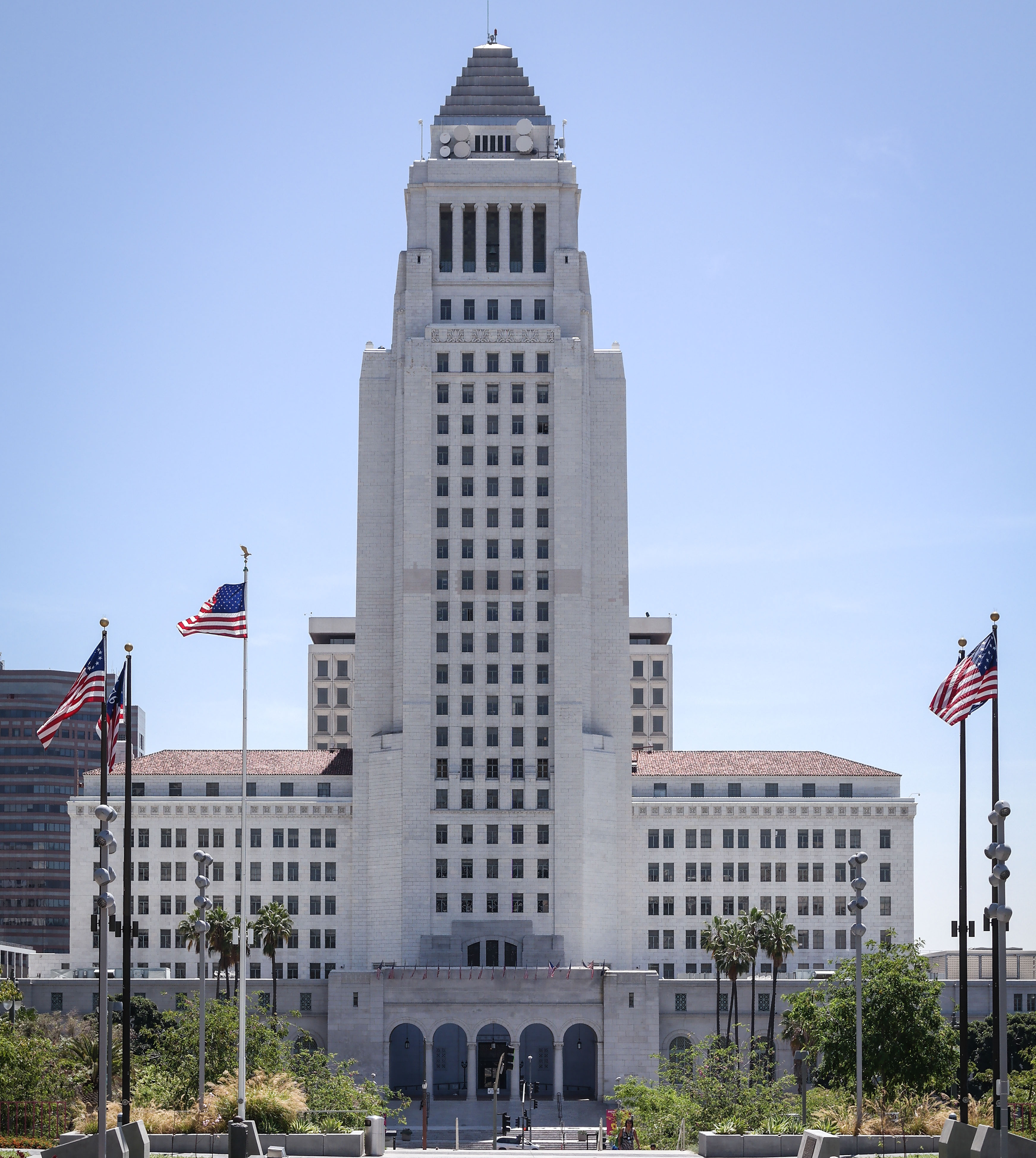
Ayuntamiento de Los Ángeles
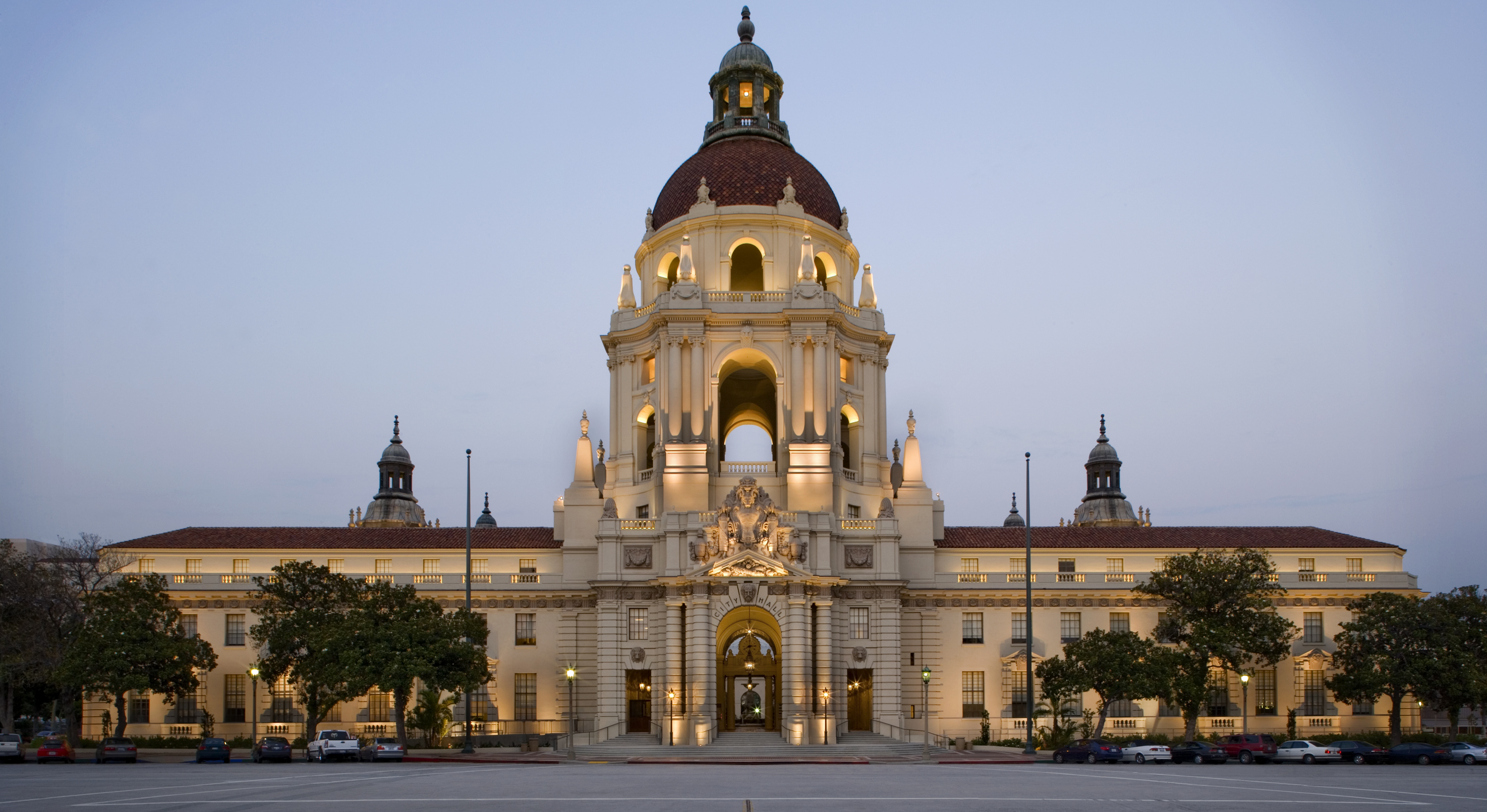
Ayuntamiento de Pasadena
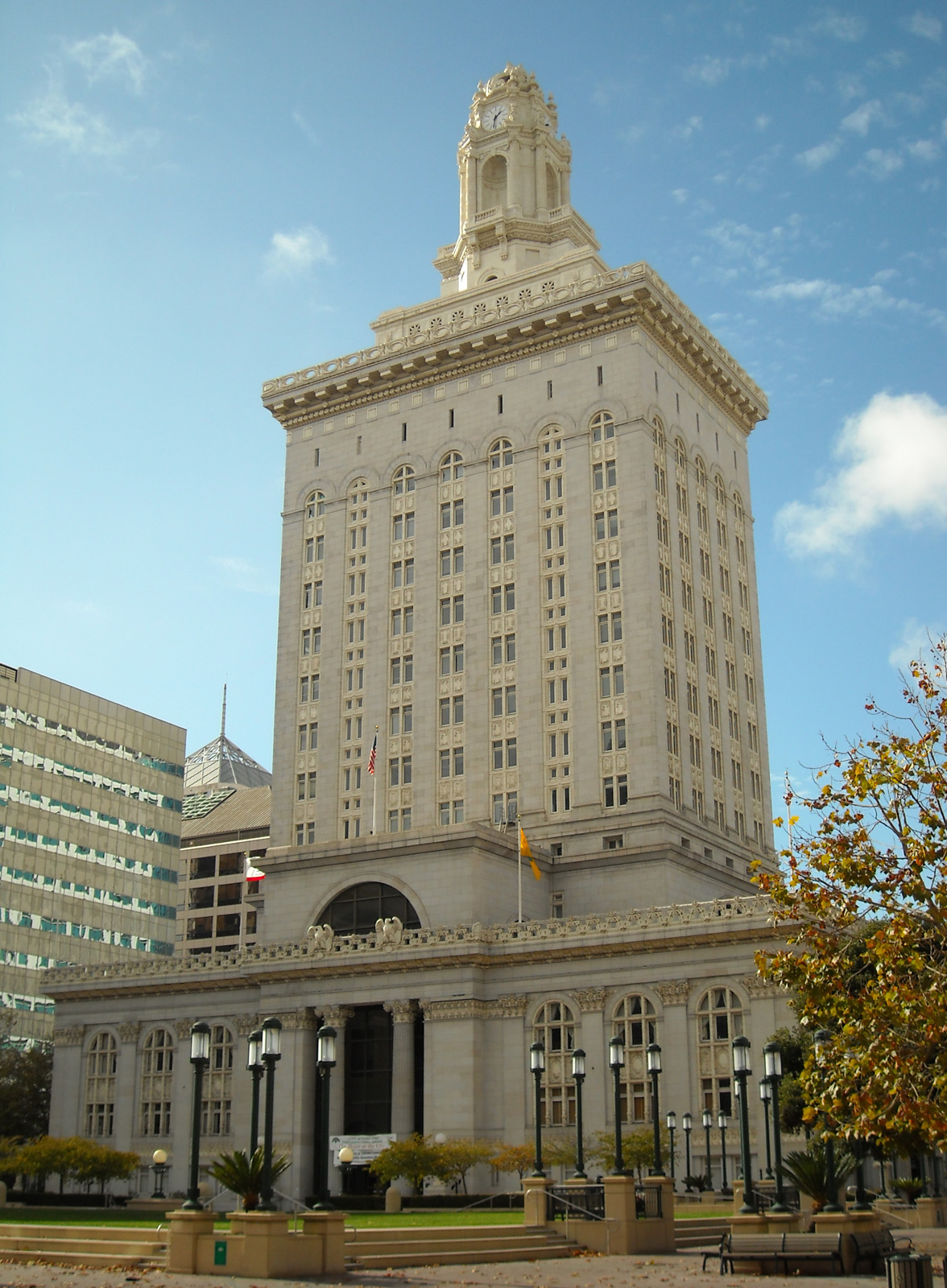
Ayuntamiento de Oakland